# Black Bag
Black Bag (Código negro, en Hispanoamérica; Confidencial, en España) es una película estadounidense de suspense y espías de 2025 dirigida por Steven Soderbergh y escrita por David Koepp. Está protagonizada por Cate Blanchett, Michael Fassbender, Marisa Abela, Tom Burke, Naomie Harris, Regé-Jean Page y Pierce Brosnan.
Se estrenó en Francia el 12 de marzo de 2025, en Estados Unidos por Focus Features y a nivel internacional por Universal Pictures dos días después. Recibió reseñas positivas de la crítica.

## Argumento
El oficial de inteligencia británico George Woodhouse recibe una llamada de su superior, Meacham, para investigar la filtración de un programa informático de alto secreto llamado Severus. Uno de los cinco sospechosos es su esposa, Kathryn, también oficial de inteligencia. Invita a cenar a los otros cuatro sospechosos, que también son espías. Los cuatro sospechosos son Clarissa, especialista en imágenes satelitales; su novio Freddie; Zoe, psiquiatra de la agencia; y James, novio de Zoe. Durante la cena, George les pone una droga a la comida y mediante un juego que les propone, se revela -entre otras cosas- que Freddie ha estado engañando a Clarissa; Clarissa, furiosa, le apuñala en la mano.
Meacham muere de un sospechoso infarto. George sospecha de Kathryn después de que ella niegue haber visto cierta película, a pesar de que encontró un talón de entrada en su basura. Irrumpe en su oficina y descubre que viajará a Zúrich. Convence a Clarissa de redirigir un satélite espía y observa a Kathryn reunirse con un agente ruso en Zúrich. 
Mientras tanto, James informa a George que Kathryn, por medio de un nombre falso que ya ha usado anteriormente, ha abierto una cuenta bancaria en Birmanis con 7 millones de libras en fondos de origen inexplicable y que luego se transfirió a una cuenta en un banco en Zúrich. 
En una tensa sesión psiquiátrica, Zoe le pregunta a Kathryn si prioriza su carrera o a su marido. Luego de una tensa conversación, queda claro que la principal preocupación de Kathryn es no tener dinero suficiente.
En una sesión posterior, Zoe rompe con James. Mientras tanto, Freddie le informa a Kathryn que George sospecha de ella.
Aprovechando que hay un espacio de tiempo en el satélite, George, que ha convencido a Clarissa para que apunte hacia Zúrich, se da cuenta que Kathryn se reune con un agente ruso que trabaja para un comandante ruso opositor al régimen de Rusia.
Se revela que, durante los pocos minutos que George redirigió el satélite para observar la reunión de Kathryn en Zúrich, el comandante ruso que está en el exilio en Liechtenstein bajo vigilancia de los servicios británicos, ha desaparecido con una copia del programa Severus y ahora se dirige a su país para usarlo y provocar una fusión nuclear, que haga que el régimen caiga por la insurrección popular por el mal manejo de la energía atómica. 
Kathryn usa a Clarissa para rastrear al ruso. Sospecha que su jefe, Stieglitz, permitió deliberadamente que Severus filtrara información para provocar una fusión nuclear y desestabilizar el gobierno de Rusia, a pesar de que esto podría costar la vida de decena de miles de inocentes. Filtra la ubicación del ruso a un contacto de la CIA, lo que resulta en un ataque con drones que mata a ambos rusos en Polonia. George somete a todos los sospechosos, excepto a su esposa Kathryn, a un polígrafo para determinar cuándo supieron de Severus. 
Esa noche, en la cama, marido y mujer intercambian información y se dan cuenta de que les están tendiendo una trampa. Invitan a los otros cuatro sospechosos a una segunda cena. Kathryn deja una pistola sobre la mesa, mientras George dice que jugarán un juego. Revela varios secretos; concretamente, que la amante de Freddie era Zoe, y que Zoe se enteró del programa Severus por James, pero intentó detener su difusión debido a su fe católica que le hace estar en contra de la muerte de gente inocente, a pesar de los fines perseguidos por los servicios británicos. George afirma que hubo dos complots: uno de Stieglitz y James para filtrar información sobre Severus y provocar una fusión nuclear, y otro de Zoe y Freddie para usar a Kathryn para detenerlo. 
George muestra unas fotos en las que se muestra que James fue el que depositó los 7 millones de Libras en el Banco de Birmania, usando el nombre falso usado por Kathryn. James confiesa el complot, pero dice que las pruebas son circunstanciales, a lo que George le muestra una cámara en la lámpara de techo. Entonce James toma el arma, confiesa haber conspirado con Stieglitz para matar a Meacham y dispara a George. Sin embargo, el arma estaba cargada con balas de fogueo. Kathryn dispara y mata a James. George arroja el cuerpo de James al lago donde habitualmente va a pescar, y vuelven al trabajo. 
Kathryn le informa a Stieglitz que su plan fracasó y le sugiere que se jubile, a lo que él le responde que, antes, con los pies por delante. Ella le dice, en un tono ambiguo: como gustes.
Ella y George reafirman su amor mutuo. Se dan cuenta de que la cuenta bancaria de Zúrich, con 7 millones de libras, está intacta y podría seguir siendo suya.

## Reparto
- Cate Blanchett como Kathryn St. Jean
- Michael Fassbender como George Woodhouse
- Marisa Abela como Clarissa Dubose
- Tom Burke como Freddie Smalls
- Naomie Harris como la doctora Zoe Vaughan
- Regé-Jean Page como el coronel James Stokes
- Pierce Brosnan como Arthur Steiglitz
- Gustaf Skarsgård como Meacham
- Kae Alexander como Anna Ko
- Ambika Mod como Angela Childs

## Producción y estreno
En enero de 2024, se anunció que Soderbergh dirigiría la película, con Blanchett y Fassbender en los papeles principales. En marzo, Page, Abela, Harris, Brosnan y Burke se unieron al elenco. El rodaje comenzó en Londres el 6 de mayo de 2024.
En enero de 2024, Focus Features adquirió sus derechos de distribución en un acuerdo de compra anticipada de 60 millones de dólares. En julio, el estudio fijó su estreno para el 14 de marzo de 2025.

## Recepción

### Taquilla
A fecha del 30 de mayo de 2025, Black Bag recaudó 21,4 millones de dólares en Estados Unidos y Canadá, y 21,4 millones en otros países, alcanzando un total mundial de 42,9 millones. En dichos territorios, se estrenó junto a Novocaine, Opus, The Last Supper y The Day the Earth Blew Up: A Looney Tunes Movie, con una recaudación de entre 7 y 8 millones en su fin de semana de apertura, distribuida en 2705 salas de cine. Además, generó 2,7 millones en su primer día, incluyendo 850 000 dólares procedentes de las proyecciones previas del jueves por la noche.

### Respuesta crítica
El agregador de reseñas web Rotten Tomatoes le asignó un 97 % de aprobación, basado en 156 reseñas, con una puntuación media de 8,2 sobre 10. El consenso del portal fue: «elegante en diseño y matizada con un ingenio seco, Black Bag es una destacada aventura de espionaje que permite a figuras como Blanchett y Fassbender desplegar todo su talento en pantalla». Por su parte, Metacritic le asignó una puntuación de 85 sobre 100, basada en 50 críticas, con una «aclamación universal». El público encuestado por CinemaScore le otorgó una nota media de “B” en una escala de A+ a F, mientras que los resultados de PostTrak indicaron un 75 % de respuestas positivas en general y que el 51 % de los espectadores «definitivamente la recomendaría».
Monica Castillo, de RogerEbert.com, la calificó con cuatro de cuatro estrellas, destacando: «la cinta se percibe como un retorno a la excelencia para el cineasta polifacético que dirigió, filmó y editó este inteligente y seductor thriller de espionaje, sustentado en diálogos agudos. El resultado es una propuesta absolutamente deliciosa, ágil y evocadora de relatos de antaño, que al mismo tiempo refleja nuestras actuales ansiedades y los desafíos de mantener la confianza en las relaciones y en carreras de alto riesgo». En contraste, Mark Hanson, de Slant Magazine, la comparó negativamente con Out of Sight de Soderbergh, y manifestó: «se asienta en un tercer acto marcado por revelaciones derivadas y exposiciones redundantes. Y, al culminar su breve duración, parece que, pese a toda la complejidad narrativa, poco ha ocurrido realmente».
Leonardo García Tsao, en el periódico mexicano La Jornada, opina que la película "es todo menos simple y lineal (...)", y el guion, "agudo", habla de un caso "tan enrevesado que no se entiende ni tomando notas (...)", epro que "el asunto se resuelve con ingeniosos diálogos", y el director "mantiene el interés con la ágil puesta en escena, (su) palpitante edición (...) y un reparto impecable."